# Serrat de Cal Pagès
El Serrat de Cal Pagès és una muntanya de 754 metres que es troba al municipi de Montclar, a la comarca catalana del Berguedà.